# Longview (Texas)
Pour les articles homonymes, voir Longview.
La ville de Longview est située dans les comtés de Gregg et Harrison, dans l’État du Texas, aux États-Unis. Sa population s’élevait à 80 455 habitants lors du recensement de 2010, estimée à 81 522 habitants en 2017. La plus grande partie de sa superficie est située dans le comté de Gregg.

## Source
- (en) Cet article est partiellement ou en totalité issu de l’article de Wikipédia en anglais intitulé « Longview, Texas » (voir la liste des auteurs).